# Black Butterfly / Kaze ni Fukarete
Singles de Juice=Juice
Hadaka no Hadaka no Hadaka no KISS / Are Kore Shitai!
(19 mars 2014) Senobi / Date Ja Nai yo Uchi no Jinsei wa
(octobre 2014)
Black Butterfly / Kaze ni Fukarete (ブラックバタフライ／風に吹かれて, trad. : « Papillon noir / Soufflé par le vent ») est le quatrième single major (sixième au total) du groupe féminin japonais Juice=Juice.

## Détails
Le single est écrit, composé et produit par Tsunku, et sort le 30 juillet 2014 au Japon sur le label hachama, quatre mois après le 3e single "major" respectif du groupe, Hadaka no Hadaka no Hadaka no KISS / Are Kore Shitai!.
Il sort en plusieurs éditions avec des couvertures différentes : deux éditions régulières notées A et B comprenant seulement le CD,, et quatre éditions limitées notées A, B, C et D comprenant chacune un DVD différent en supplément,,,.
C'est un single "double face A" contenant deux chansons principales, Black Butterfly et Kaze ni Fukarete, ainsi que leurs versions instrumentales. Tandis que les DVD contiennent les musiques vidéo des chansons principales et d'autres vidéos sur les informations des chansons (réalisation des videos, danse, etc.).
Par ailleurs, le CD des éditions limitées A et C comprennent les mêmes titres que celle de l'édition régulière A ; tandis que celui des éditions limitées B et D contient toujours les mêmes titres, mais cette fois-ci inversés, que le CD de l'édition régulière B.
Le single atteint la 4e place des classements hebdomadaires des ventes de l'Oricon et se vend à 37 008 exemplaires durant la première semaine de vente.

## Formation
Membres créditées sur le single : 
- Yuka Miyazaki
- Tomoko Kanazawa
- Sayuki Takagi
- Karin Miyamoto
- Akari Uemura

## Liste des titres
Toutes les chansons sont écrites et composées par Tsunku.
| 1. | Black Butterfly (ブラックバタフライ) |  |
| 2. | Kaze ni Fukarete (風に吹かれて)      |  |
| 3. | Black Butterfly (Instrumental)       |  |
| 4. | Kaze ni Fukarete (Instrumental)      |  |

| 1. | Kaze ni Fukarete (風に吹かれて)      |  |
| 2. | Black Butterfly (ブラックバタフライ) |  |
| 3. | Kaze ni Fukarete (Instrumental)      |  |
| 4. | Black Butterfly (Instrumental)       |  |

| 1. | Black Butterfly (Music Video) |  |

| 1. | Kaze ni Fukarete (Music Video) |  |

| 1. | Black Butterfly (Dance Shot ver.)              |  |
| 2. | Black Butterfly (Jacket & MV Making, Off-shot) |  |

| 1. | Kaze ni Fukarete (Dance Shot ver.)              |  |
| 2. | Kaze ni Fukarete (Jacket & MV Making, Off-shot) |  |